# Oliver Twist (film, 1920)
Pour les articles homonymes, voir Oliver Twist (homonymie).
Oliver Twist est un film allemand réalisé par Lupu Pick en 1920, adapté du roman Oliver Twist de Charles Dickens.